# Mirtuszolaj

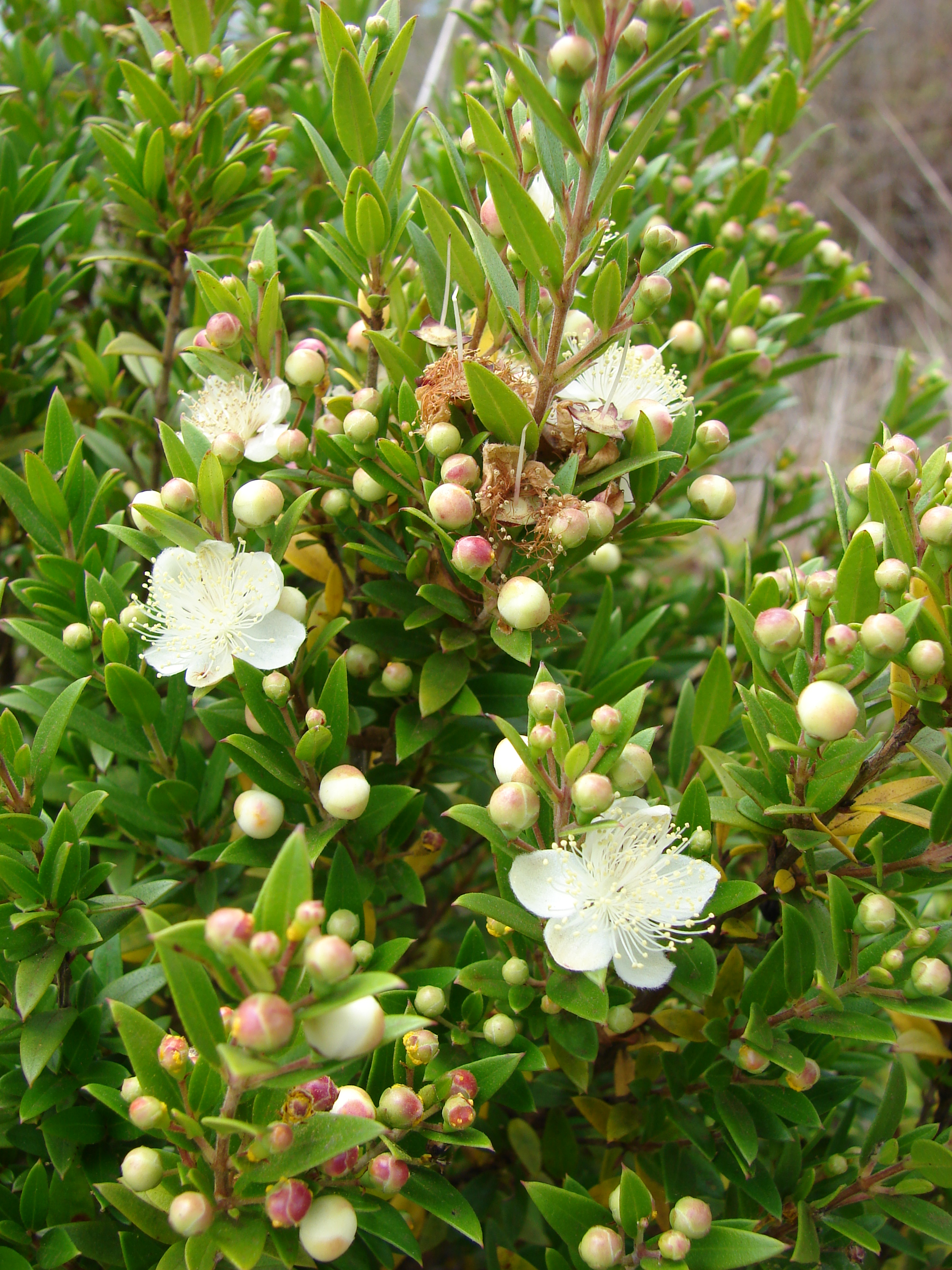
Közönséges mirtusz (Myrtus communis)

A mirtuszolaj a közönséges mirtuszból (Myrtus communis) nyert illóolaj, amit általában víz- vagy vízgőz-desztillációval állítanak elő a növény leveleiből, ritkábban a fás részeiből, virágaiból, terméséből. Megjelenése sárga vagy halványsárga folyadék, illata jellegzetes, kellemes. Összetételét tekintve többféle vegyületből álló keverék, amelyben leginkább terpének, terpenoidok és fenilpropanoidok fordulnak elő.
Felhasználják az élelmiszeriparban, a szesziparban, az illatszeriparban, a kozmetikai iparban, a gyógyászatban, illetve a hagyományos orvoslásban is.
Laboratóriumi körülmények között baktériumellenes, gombaellenes, és antioxidáns hatás tekintetében változó hatékonyságot mutatott.
A mirtuszolajat már az ókorban is ismerték és használták.
Magyarországon forgalomba hozható gyógynövénytermékként, amely vonatkozásban a mirtuszolaj elnevezésen kívül a Myrti aetheroleum, illetve Aetheroleum myrti név használható.

## Tulajdonságai
A mirtuszolaj sárga vagy halványsárga folyadék, mely jellegzetes, kellemes illattal rendelkezik.
A növényt vizsgáló egyik tanulmány szerint a mirtusz leveléből kivont illóolajnak friss, virágos illata van. Az éretlen gyümölcséből előállított illóolaj a levél illóolajához hasonló illattal rendelkezik. Ezzel szemben az érett gyümölcs illóolaja esetén keveredik a fanyar, terpénszerű szag és az erős eukaliptolillat.

## Összetétele

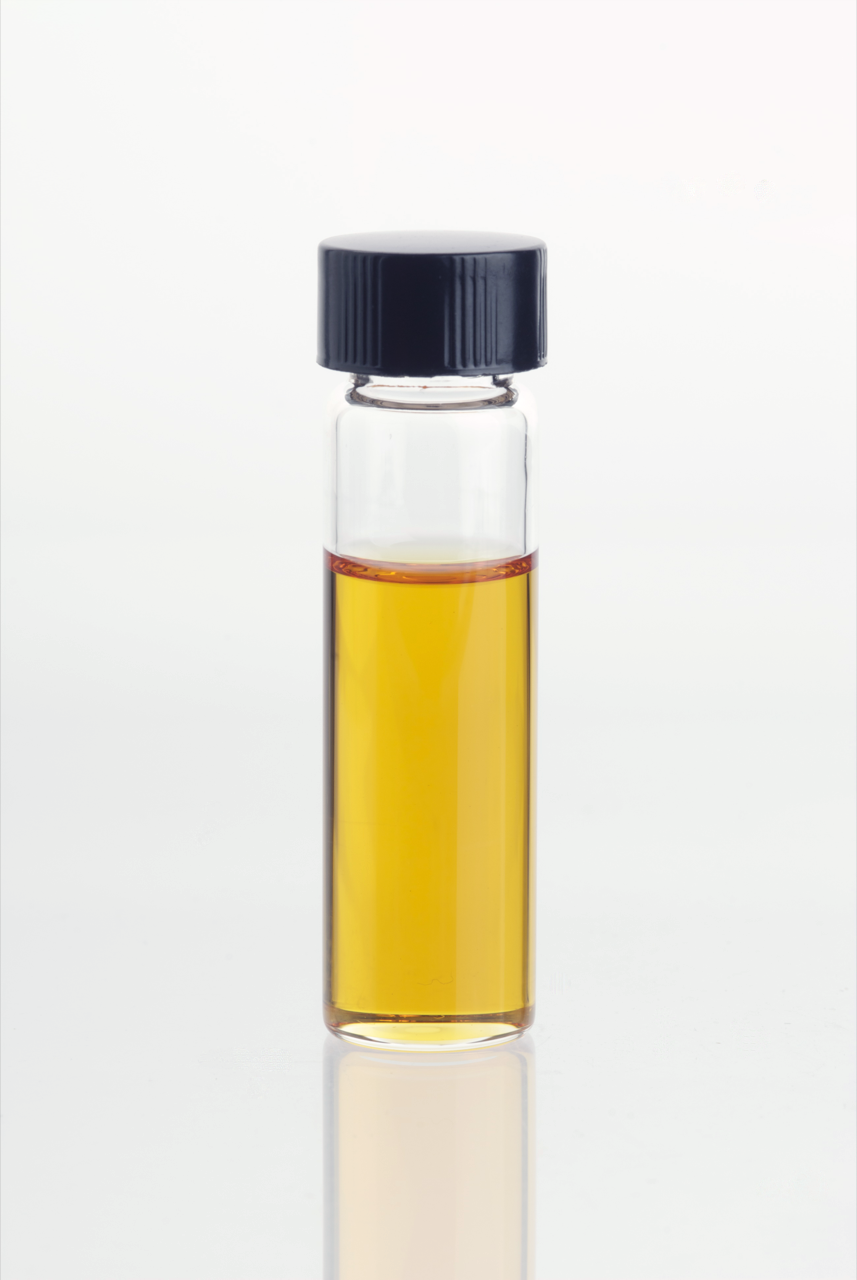
Közönséges mirtuszból nyert illóolaj

A Myrtus communis illóolajának összetevői három főbb csoportba sorolhatók: terpének, terpenoidok és fenilpropanoidok. A legjelentősebbnek számító összetevő az α-pinén és az 1,8-cineol.
Az olaj főbb összetevői közül a mirtenil-acetát csak bizonyos termőhelyekről származó mirtuszokban fordul elő, így jelenléte alapján következtetni lehet a kemotípusra. Előfordulását kimutatták Törökország, Horvátország, Albánia, Marokkó, Spanyolország, Portugália területeiről származó mirtuszolajban. A mirtenil-acetát hiányáról számoltak be Tunéziában, Görögországban, Olaszország Szardínia szigetén, és Franciaország Korzika szigetén lévő populációk esetén.
A mirtuszolaj kemotípusok szerinti osztályozására Bradesi és munkatársai tettek javaslatot 1997-ben publikált tanulmányukban. Eszerint a növény illóolaja két csoportra osztható a mirtenil-acetát mennyiségétől függően. Mindkét csoport tovább osztható két alcsoportra az α-pinén mirtenil-acetáthoz vagy cineolhoz mért relatív aránya alapján.
| származási hely                     | növényi rész                 | populáció jellege | műszeres analízis típusa | a kinyert olaj főbb összetevői |
| ----------------------------------- | ---------------------------- | ----------------- | ------------------------ | --- |
| Albánia (Elbasan)                   | levelek                      | vadon termő       | GC-FID + GC-MS           | α-pinén (20,25%), 1,8-cineol (16,63%), linalool (13,37%), limonén (12,34%), mirtenil-acetát (12,26%)                                                           |
| Albánia (Elbasan)                   | virágok                      | vadon termő       | GC-FID + GC-MS           | mirtenil-acetát (16,85%), 1,8-cineol (13,79%), α-pinén (11,47%), linalool (9,64%), limonén (8,65%), linalil-acetát (3,20%), geranil-acetát (4,02%)             |
| Albánia (Elbasan)                   | termés (bogyók)              | vadon termő       | GC-FID + GC-MS           | 1,8-cineol (17,87%), α-pinén (17,23%), mirtenil-acetát (16,08%), limonén (12,63%), linalool (9,49%), linalil-acetát (6,05%)                                    |
| Algéria (Ajn Defla tartomány)       | szárított levelek és virágok | vadon termő       | GC-FID + GC-MS + NMR     | α-pinén (33,6%), linalool (14,8%), 1,8-cineol (13,3%), linalil-acetát (9,5%), limonén (4,6%), α-terpineol (4,2%), geranil-acetát (3,1%)                        |
| Algéria (Chlef tartomány)           | szárított levelek            | vadon termő       | GC-FID + GC-MS           | limonén (23,4%), linalool (15,4%), geranil-acetát (10,9%), α-pinén (10,7%), linalil-acetát (8,2%), 1,8-cineol (6,6%), mircén (3,1%)                            |
| Észak-Ciprus (Famagusta körzet)     | levelek                      | vadon termő       | GC-MS                    | 1,8-cineol (50,13%), linalool (12,65%), terpineol (7,57%), limonén (4,26%), neril-acetát (3,88%)                                                               |
| Franciaország (Korzika)             | friss, föld feletti részek   | vadon termő       | GC-FID + GC-MS + NMR     | α-pinén (51,2%), 1,8-cineol (23,6%), limonén (5,9%), α-terpineol (3,8%)                                                                                        |
| Görögország (Zákinthosz)            | szárított levelek            | vadon termő       | GC-MS                    | mirtenil-acetát (33,8%), 1,8-cineol (15,3%), α-pinén (10,9%), linalool (10,2%), linalil-acetát (4,0%)                                                          |
| Irán (Mamasani megye)               | szárított levelek            | vadon termő       | GC-MS                    | α-pinén (37,8%), 1,8-cineol (23,1%), limonén (17,1%), linalool (10,1%), α-terpineol (3,3%)                                                                     |
| Marokkó (Chefchaouen tartomány)     | friss, föld feletti részek   | vadon termő       | GC-FID + GC-MS           | 1,8-cineol (43,1%), mirtenil-acetát (25,0%), α-pinén (10,0%), α-terpineol (3,9%)                                                                               |
| Montenegró (Herceg Novi)            | szárított részek             | vadon termő       | GC-MS                    | α-pinén (35,9%), 1,8-cineol (23,9%), linalool (10,9%), mirtenil-acetát (5,4%), limonén (4,5%)                                                                  |
| Montenegró (Ulcinj)                 | szárított részek             | vadon termő       | GC-MS                    | 1,8-cineol (25,7%), mirtenil-acetát (21,6%), α-pinén (14,7%), linalool (10,1%), limonén (4,1%), geranil-acetát (3,4%), α-terpineol (3,1%)                      |
| Olaszország (Lattari-hegység)       | szárított levelek és virágok | vadon termő       | GC-FID + GC-MS           | 1,8-cineol (16,5%), α-pinén (15,7%), linalil-acetát (13,2%), limonén (8,9%), linalool (8,9%), γ-terpinén (3,5%), p-cimén (3,3%)                                |
| Spanyolország (La Puebla del Río)   | levelek                      | vadon termő       | GC-FID + GC-MS           | mirtenil-acetát (35,90%), 1,8-cineol (29,89%), α-pinén (8,18%), limonén (7,58%), α-terpineol (4,16%)                                                           |
| Spanyolország (La Puebla del Río)   | virágok                      | vadon termő       | GC-FID + GC-MS           | mirtenil-acetát (23,55%), α-pinén (19,35%), 1,8-cineol (16,51%), limonén (9,91%)                                                                               |
| Szaúd-Arábia (Al-Ahsa kormányzóság) | friss levelek                | vadon termő       | GC-FID + GC-MS           | 1,8-cineol (25,9%), α-pinén (14,2%), transz-karveol (5,3%), linalool (4,6%), (S)-cisz-verbenol (4,6%), δ-kadinén (4,3%), linalool-oxid (3,2%)                  |
| Törökország (Antalya tartomány)     | levelek, virágok, gyökerek   | vadon termő       | GC-FID + GC-MS           | α-pinén (31,2%), 1,8-cineol (24,2%), limonén (13,8%), linalool (8,8%), α-terpineol (4,9%), linalil-acetát (3,9%)                                               |
| Törökország (Büyükeceli városa)     | szárított levelek és virágok | vadon termő       | GC-FID + GC-MS           | linalool (36,5%), linalil-acetát (16,3%), 1,8-cineol (10,5%), geranil-acetát (8,0%), α-terpineol (7,9%), α-pinén (7,8%)                                        |
| Tunézia (Bizerte kormányzóság)      | levelek                      | vadon termő       | GC-FID + GC-MS           | α-pinén (34,93%), 1,8-cineol (20,81%), limonén (13,14%), linalool (7,80%), α-terpineol (3,68%)                                                                 |
| Tunézia (Nabeul kormányzóság)       | termés (bogyók)              | vadon termő       | GC-FID + GC-MS           | 1,8-cineol (25,29%), geranil-acetát (8,15%), linalool (7,44%), α-pinén (6,68%), α-terpineol (5,40%), geranil-2-metilbutirát (4,43%), α-terpinil-acetát (3,44%) |

## Felhasználása
A mirtuszolajat felhasználják az élelmiszeriparban húsárukhoz, szószokhoz, süteményekhez, illetve fűszerezéshez és tartósításhoz. A szesziparban keserű italok és likőrök készítése során használják fel. Ezen kívül használják még az illatszeriparban, a kozmetikai iparban, valamint a gyógyszeriparban és a hagyományos orvoslásban is.
Aromaterápia során alkalmazzák szamárköhögés, hörghurut (bronchitis) és egyéb légzőszervi fertőzések kezelésére. Köptetőszerként is használják.

## Farmakológiai hatásai
A mirtusz illóolajának baktériumellenes hatásával több kutatásban is foglalkoztak. A kísérletek során mérsékelt, közepes, illetve jelentős antibakteriális hatást mértek.
Gombafajok elleni aktivitásával szintén foglalkozott több publikáció is, melyekben mérsékelt, közepes, illetve jelentős antifungális hatást mértek in vitro körülmények között.
A mirtuszból nyert illóolaj antioxidáns hatás tekintetében mérsékelt, közepes, illetve jelentős hatást mutatott fel.
A mirtuszolaj gyulladáscsökkentő hatását figyelték meg egérből származó sejtvonal kultúrában. Több másik kutatás során élő patkányokon végeztek kísérletet, melyek során szintén eredményesnek mutatkozott gyulladáscsökkentés szempontjából a növény olaja.
Cukorbeteg nyulakon és patkányokon végzett kísérletek arra engednek következtetni, hogy a mirtuszolaj alkalmas lehet diabétesz (diabetes mellitus) kezelésére.
Emberen végzett klinikai tesztek azt mutatták, hogy bizonyos illóolaj-keverékek szájon át alkalmazva csökkenthetik a vírusos eredetű, akut légzőszervi fertőzések (hörghurut és arcüreggyulladás) tüneteit. Ilyen termék pl. a Myrtol nevű készítmény, amely eukaliptuszolaj, édesnarancsolaj, mirtuszolaj és citromolaj keverékét tartalmazza 66:32:1:1 arányban. Három klinikai teszt során azt mutatták az eredmények, hogy az illóolaj-keverék az akut hörghuruttal és az akut arcüreggyulladással járó tünetek súlyosságának és lefolyási idejének enyhítésében klinikailag hatásos volt.